# NGC 5105
NGC 5105 is een balkspiraalstelsel in het sterrenbeeld Maagd. Het hemelobject werd op 3 juni 1886 ontdekt door de Amerikaanse astronoom Lewis A. Swift.

## Synoniemen
- MCG -2-34-39
- IRAS13191-1256
- PGC 46664